# Exoprosopa prometheus
Exoprosopa prometheus är en tvåvingeart som först beskrevs av Macquart 1855.  Exoprosopa prometheus ingår i släktet Exoprosopa och familjen svävflugor. Inga underarter finns listade i Catalogue of Life.